# Ali Qasim
Ali Qasim Mshari (20 gennaio 1994) è un calciatore iracheno, attaccante dell'Al-Zawraa e della Nazionale Under-20 di calcio dell'Iraq.

## Carriera

### Club
Fin dall'inizio della sua carriera milita tra le file dell'Al-Zawraa, squadra dell massima serie irachena, con cui nel 2012 segna un gol in 6 partite in Coppa dell'AFC.

### Nazionale
Nel 2013 partecipa al Campionato mondiale di calcio Under-20 2013. Il 14 agosto 2013 ha esordito con la Nazionale maggiore, entrando dalla panchina in una partita amichevole persa per 6-0 contro il Cile.

## Palmarès

### Club

#### Competizioni nazionali
- Campionato iracheno: 2

Al-Zawraa: 2010-2011, 2015-2016